# Trina Gulliver
Catrina Elizabeth (Trina) Gulliver (Leamington Spa, 30 november 1969) is een Engels dartsspeelster. Haar bijnaam luidt Golden Girl. Gulliver won een recordaantal van tien wereldtitels; Gulliver won het BDO World Darts Championship bij de dames in 2001–2007, 2010, 2011 en 2016. Daarnaast won Gulliver driemaal de WDF World Cup en tweemaal de WDF Europe Cup. Verder won Gulliver eenmaal de World Darts Trophy, zesmaal de Winmau World Masters, eenmaal de Zuiderduin Masters en tweemaal de dameseditie van de Las Vegas Desert Classic, onderdeel van de PDC. In 2013 kreeg zij de onderscheiding Orde van het Britse Rijk voor haar verdienste in de dartssport en inzet voor goede doelen.
Gulliver groeide op in Southam in Warwickshire, dezelfde stad waar de BDO-wereldkampioen van 1996, Steve Beaton, vandaan kwam. Tot 2008 was ze de enige dartster die het damestoernooi van het BDO World Darts Championship won. In 2008 werd Gulliver in de finale verslagen door Anastasia Dobromyslova en in de finale van 2009 door Francis Hoenselaar. Gulliver wist de titel in 2010 en 2011 wel weer te bemachtigen, waarmee ze elf jaar lang steeds de finale wist te bereiken. In 2012 werd Gulliver in de halve finale uitgeschakeld door Anastasia Dobromyslova, waardoor er voor het eerst een finale zonder de Golden Girl plaatsvond. In 2016 bereikte Gulliver na vijf jaar eindelijk weer de finale; daarin versloeg ze Deta Hedman, die dat jaar voor de derde keer een finale speelde en verloor. In 2016 won Gulliver tevens voor de zesde keer de Winmau World Masters. Ook deze keer was Gulliver in de finale te sterk voor tegenstandster Deta Hedman.

## Gespeelde finales BDO World Darts Championship
- 2001: Trina Gulliver - Mandy Solomons (2–1)
- 2002: Trina Gulliver - Francis Hoenselaar (2–1)
- 2003: Trina Gulliver - Anne Kirk (2–0)
- 2004: Trina Gulliver - Francis Hoenselaar (2–0)
- 2005: Trina Gulliver - Francis Hoenselaar (2–0)
- 2006: Trina Gulliver - Francis Hoenselaar (2–0)
- 2007: Trina Gulliver - Francis Hoenselaar (2–1)
- 2008: Trina Gulliver - Anastasia Dobromyslova (0–2)
- 2009: Trina Gulliver - Francis Hoenselaar (1–2)
- 2010: Trina Gulliver - Rhian Edwards (2–0)
- 2011: Trina Gulliver - Rhian Edwards (2–0)
- 2016: Trina Gulliver - Deta Hedman (3–2)

## Resultaten op wereldkampioenschappen

### BDO
- 2001: Winnaar (gewonnen in de finale van Mandy Solomons met 2–1)
- 2002: Winnaar (gewonnen in de finale van Francis Hoenselaar met 2–1)
- 2003: Winnaar (gewonnen in de finale van Anne Kirk met 2–0)
- 2004: Winnaar (gewonnen in de finale van Francis Hoenselaar met 2–0)
- 2005: Winnaar (gewonnen in de finale van Francis Hoenselaar met 2–0)
- 2006: Winnaar (gewonnen in de finale van Francis Hoenselaar met 2–0)
- 2007: Winnaar (gewonnen in de finale van Francis Hoenselaar met 2–1)
- 2008: Runner-up (verloren van Anastasia Dobromyslova met 0–2)
- 2009: Runner-up (verloren van Francis Hoenselaar met 1–2)
- 2010: Winnaar (gewonnen in de finale van Rhian Edwards met 2–0)
- 2011: Winnaar (gewonnen in de finale van Rhian Edwards met 2–0)
- 2012: Halve finale (verloren van Anastasia Dobromyslova met 0–2)
- 2013: Halve finale (verloren van Anastasia Dobromyslova met 1–2)
- 2014: Laatste 16 (verloren van Tamara Schuur met 0–2)
- 2015: Kwartfinale (verloren van Lisa Ashton met 0–2)
- 2016: Winnaar (gewonnen in de finale van Deta Hedman met 3–2)
- 2017: Kwartfinale (verloren van Aileen de Graaf met 0–2)
- 2018: Halve finale (verloren van Anastasia Dobromyslova met 0–2)
- 2019: Kwartfinale (verloren van Lorraine Winstanley met 0–2)

### WDF

#### World Cup
- 1997: Kwartfinale (verloren van Sandra Greatbatch met 3–4)
- 1999: Winnaar (gewonnen in de finale van Francis Hoenselaar met 4–3)
- 2001: Laatste 16 (verloren van Anne Kirk met 2-4)
- 2003: Winnaar (gewonnen in de finale van Carina Ekberg met 4–0)
- 2005: Runner-up (verloren van Clare Bywaters met 3–4)
- 2007: Laatste 16 (verloren van Maud Jansson met 2-4)
- 2011: Winnaar (gewonnen in de finale van Julie Gore met 7–6)
- 2013: Laatste 16 (verloren van Rhian O'Sullivan met 3-4)

### WSD (senioren)
- 2022: Laatste 16 (verloren van Robert Thornton met 0-3)
- 2023: Laatste 32 (verloren van Dennis Harbour met 0-3)
- 2024: Laatste 32 (verloren van John Henderson met 1-3)
- 2025: Laatste 28 (verloren van Ross Montgomery met 0-3)

## Resultaten op de World Matchplay

### WSDT (Senioren)
- 2022: Laatste 20 (verloren van Deta Hedman met 5-8)
- 2023: Laatste 16 (verloren van Richie Howson met 3-8)
- 2024: Laatste 16 (verloren van Richie Howson met 4-8)

## Privé
Gulliver was van 1994 tot 2005 getrouwd en leefde van 2010 tot 2017 in een geregistreerd partnerschap met een collega-dartster. Gulliver is op 19 september 2022 getrouwd met haar nieuwe relatie.